# Anadelphia chevalieri
Anadelphia chevalieri är en gräsart som beskrevs av A. Reznik. Anadelphia chevalieri ingår i släktet Anadelphia och familjen gräs.
Artens utbredningsområde är Guinea. Inga underarter finns listade i Catalogue of Life.